# Подводници тип „Лос Анджелис“
Вижте пояснителната страница за други значения на Лос Анджелис.
Лос Анджелис е клас атомни подводници, които формират гръбнака на подводния флот на Съединените американски щати.
Това е най-многобройният клас подводници в света. Известни са още като „клас 688“ по името на първата такава SSN-688. Общият им брой е 62.
Дължината на подводниците от този клас е 110 м, оборудвани са с реактор GE PWR S6G. За задвижване използват две турбини (35 000 к.с.). Максималната им скорост под вода е 32 възела.